# Cirrus SR20
De Cirrus SR20 is een eenmotorig laagdekker propellervliegtuig gemaakt door het bedrijf Cirrus uit de Verenigde Staten. In het vliegtuig bevinden zich vier tot vijf zitplaatsen en het toestel heeft een maximaal vliegbereik van 1350 km. De Cirrus SR20 is geheel geconstrueerd van composiet materiaal. Het toestel is als eerste sportvliegtuig uitgerust met een grote parachute die in een noodgeval het complete vliegtuig veilig aan de grond kan brengen.

## Geschiedenis
De Cirrus SR20 is geïntroduceerd in het jaar 1994; de eerste vlucht was op 21 maart 1995, en het toestel is gecertificeerd op 23 oktober 1996.
De verkoop van de SR20 begon in juli 1999.

## Varianten
- SR20: Het originele vliegtuig uit 1999.
- SR20 G2: Een betere versie geïntroduceerd in 2004, met een nieuw avionica systeem genaamd Avidyne Entegra.
- SR20 G3: Geïntroduceerd in 2007, de G3 (Generatie 3) heeft een lichter vleugelgewicht. De snelheid van de SR20 G3 is 6 tot 7 knopen hoger dan de SR20; de SR20 G3 is 23 kg lichter dan de SR20 en is helemaal opnieuw ontworpen.
- SR20 G6: Geïntroduceerd in januari 2017; in het nieuwe model zit een nieuwe Lycoming IO-390-motor met 210 pk. De vluchtcomputer en glass-cockpit bediening reageren veel sneller door de toepassing van een tienmaal snellere processor.[bron?]

## Gebruikers
Het vliegtuig wordt gebruikt voor de opleiding van piloten. De grootste operator is CAFUC (Civil Aviation Flight University of China) met 40 vliegtuigen.

## Eigenschappen (SR20 G3)
afmetingen
lengte: 7,92 meter
spanwijdte: 11,68 meter
hoogte: 2,72 meter
gewicht leeg: 964 kilogram
gewicht vol: 1.383 kilogram
propellers: 1, met 3 rotorbladen
Prestaties
kruissnelheid: 287 km/u
overtreksnelheid: 104 km/u
vliegbereik: 1.350 km

## Ongeval met de PH-YMC op 20 mei 2023
Op 20 mei 2023 is een Nederlandse Cirrus SR20 met registratie PH-YMC neergestort in Kroatië. Aan boord waren drie personen met de Nederlandse nationaliteit, alle drie de inzittenden zijn omgekomen. Het sportvliegtuig was onderweg van Maribor (Slovenië) naar Pula (Kroatië), een afstand in rechte lijn van 235 km. Het wrak van het toestel is aangetroffen op de 912 meter hoge berg Mali Makovnik in de gemeente Brinje. De vindplaats van het toestel ligt 69 km ten zuidoosten van de directe koerslijn Maribor-Pula en 112 km ten noordoosten van de het vliegveld van Pula (eindbestemming).